# Bacabal
Bacabal is een gemeente in de Braziliaanse deelstaat Maranhão. De gemeente telt 103.359 inwoners (schatting 2017).

## Aangrenzende gemeenten
De gemeente grenst aan Alto Alegre do Maranhão, Bom Lugar, Conceição do Lago Açu, Coroatá, Lago Verde, Olho d'Água das Cunhãs, São Luís Gonzaga do Maranhão en São Mateus do Maranhão.

## Impressie

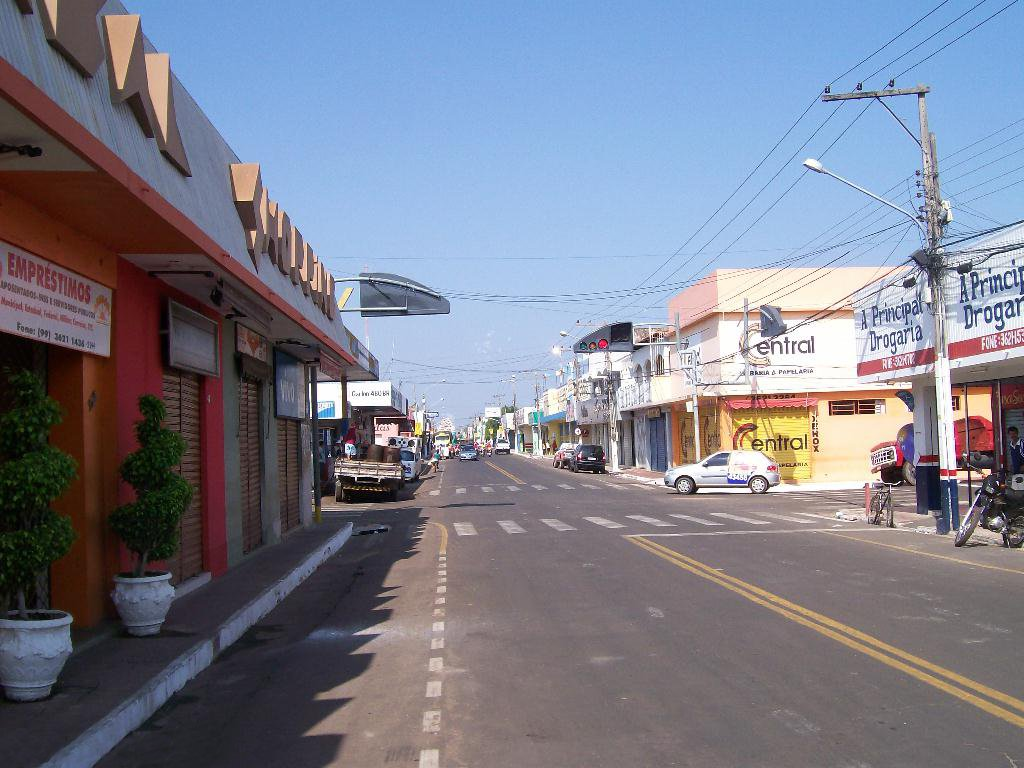
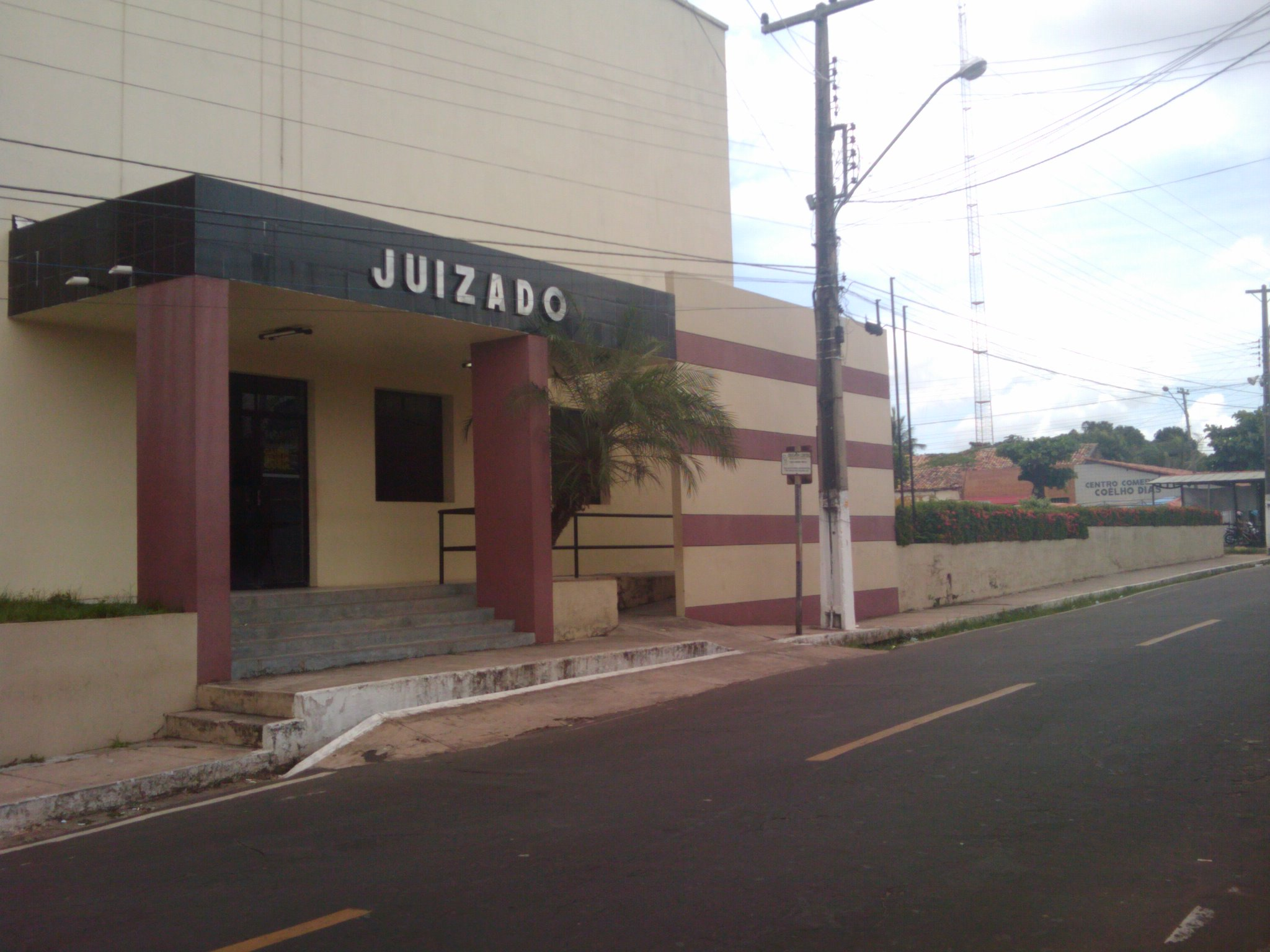
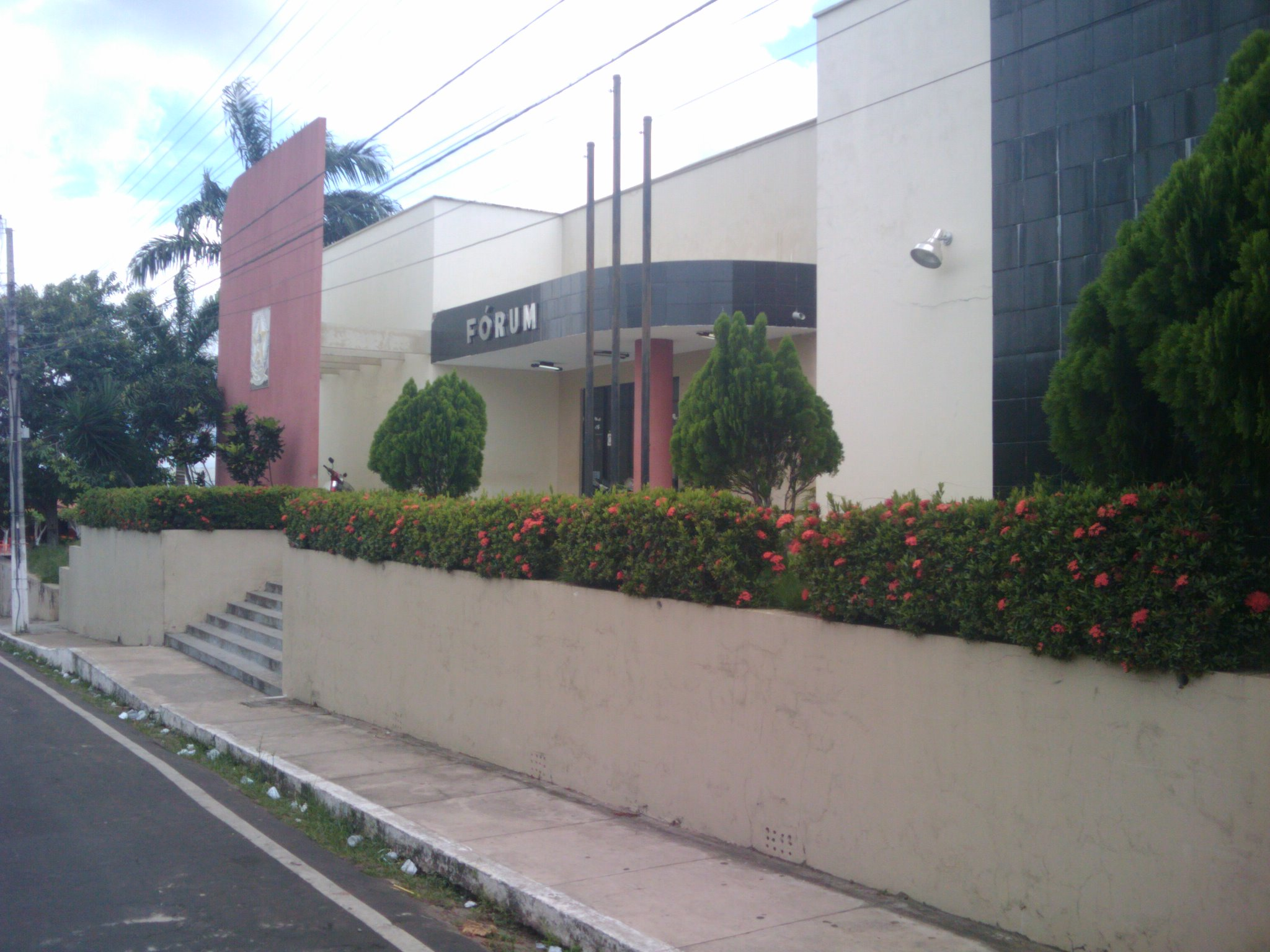
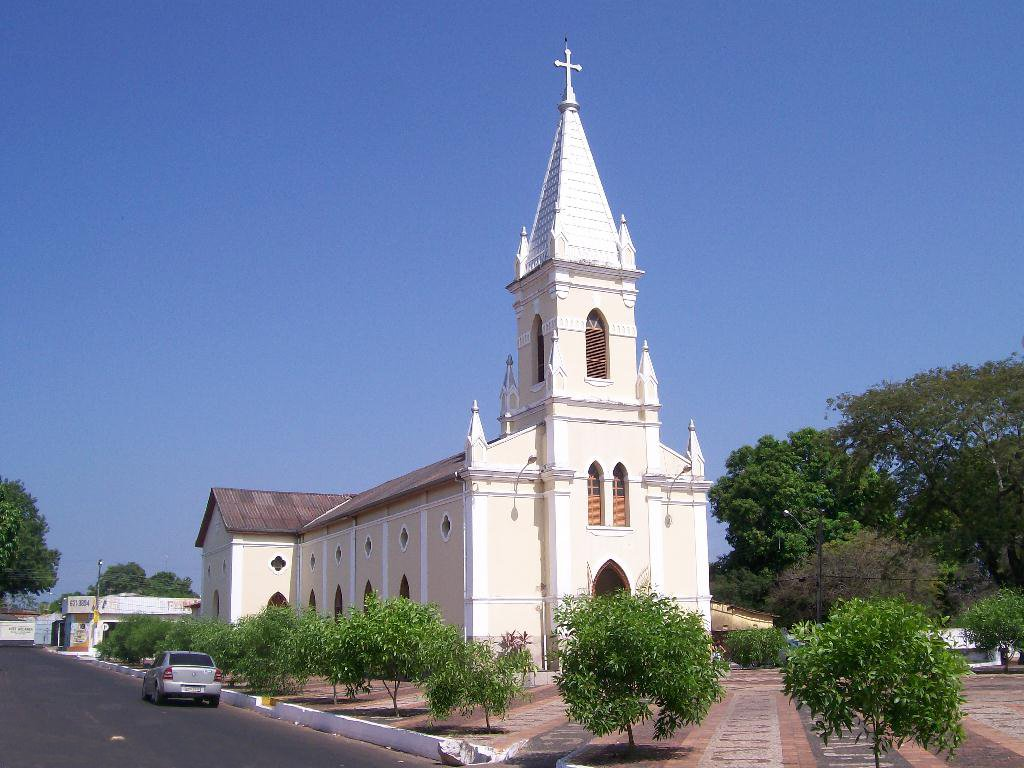

## Geboren
- Roberto Lopes da Costa (1966), beachvolleyballer
- Manoel Messias Silva Carvalho (1990), voetballer